# Hot pants

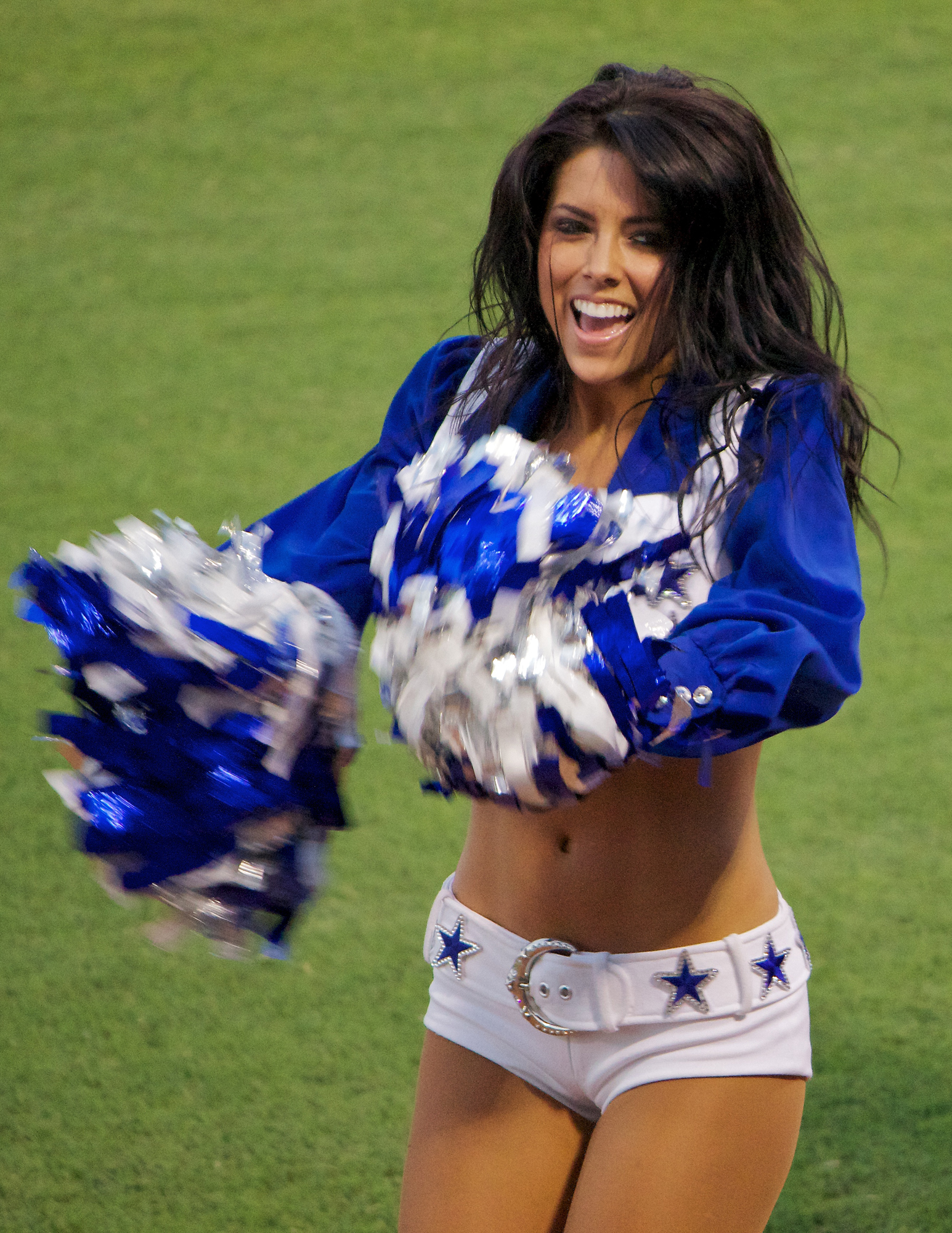
Una Dallas Cowboys Cheerleader indossa un paio di hot pants.

Gli hot pants sono un tipo di short femminile particolarmente corti e aderenti.

## Descrizione
Nati nel corso degli anni settanta, coprono dal bacino a qualche centimetro al di sotto dell'inguine, mettendo particolarmente in evidenza le gambe e il fondoschiena. I modelli più comuni sono realizzati in tela denim, ma esistono versioni in cotone, nylon, pelle e fibre sintetiche. La moda degli hot pants scemò alla fine degli anni settanta, per poi ritornare in auge sul finire degli anni novanta.
Nel 1973, in Italia destò particolare scandalo e fu accusata di blasfemia una campagna pubblicitaria realizzata da Oliviero Toscani. La pubblicità infatti abbinava all'immagine di un paio di hot pants (visti da dietro, quindi con il fondoschiena in evidenza) la frase Chi mi ama mi segua.

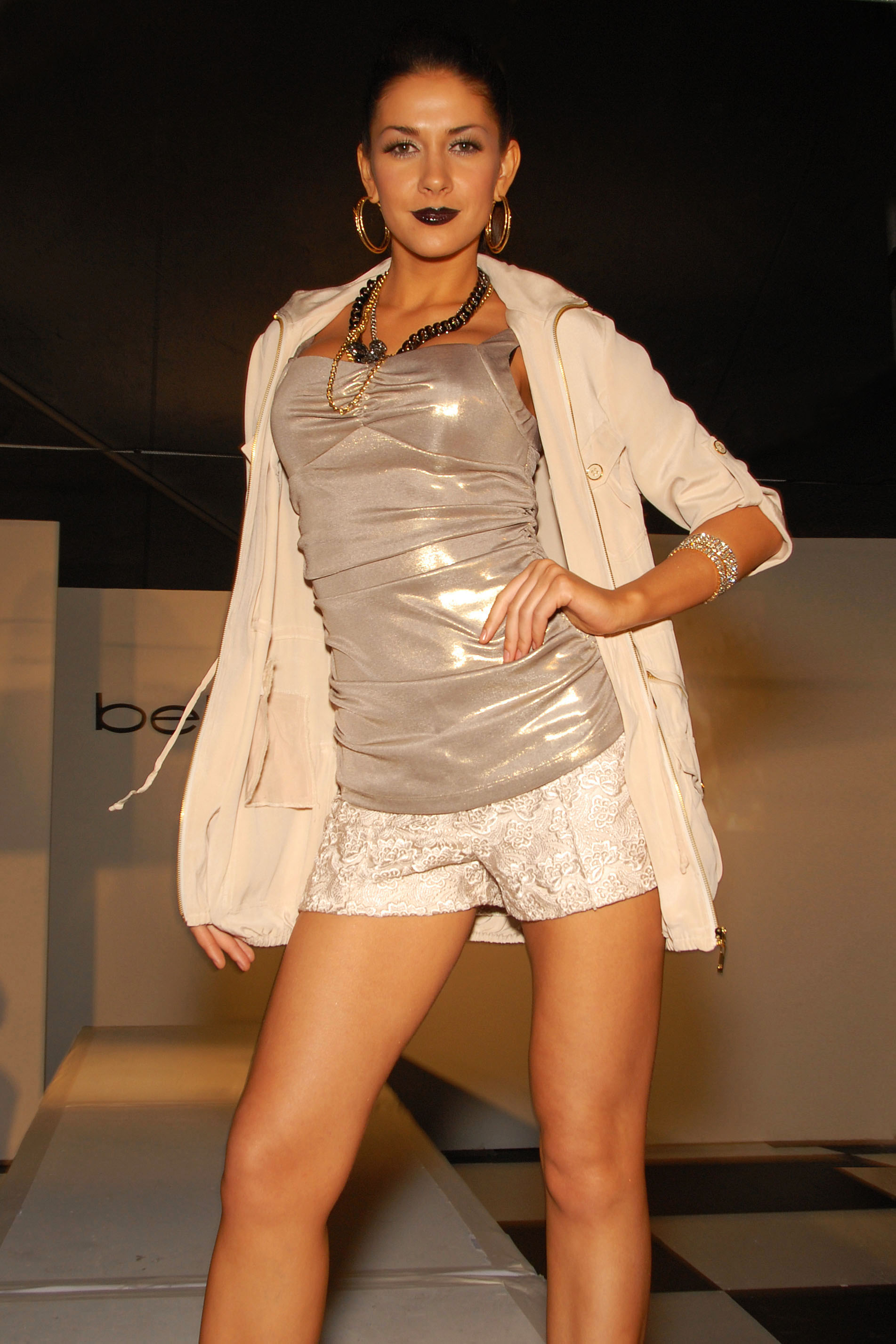
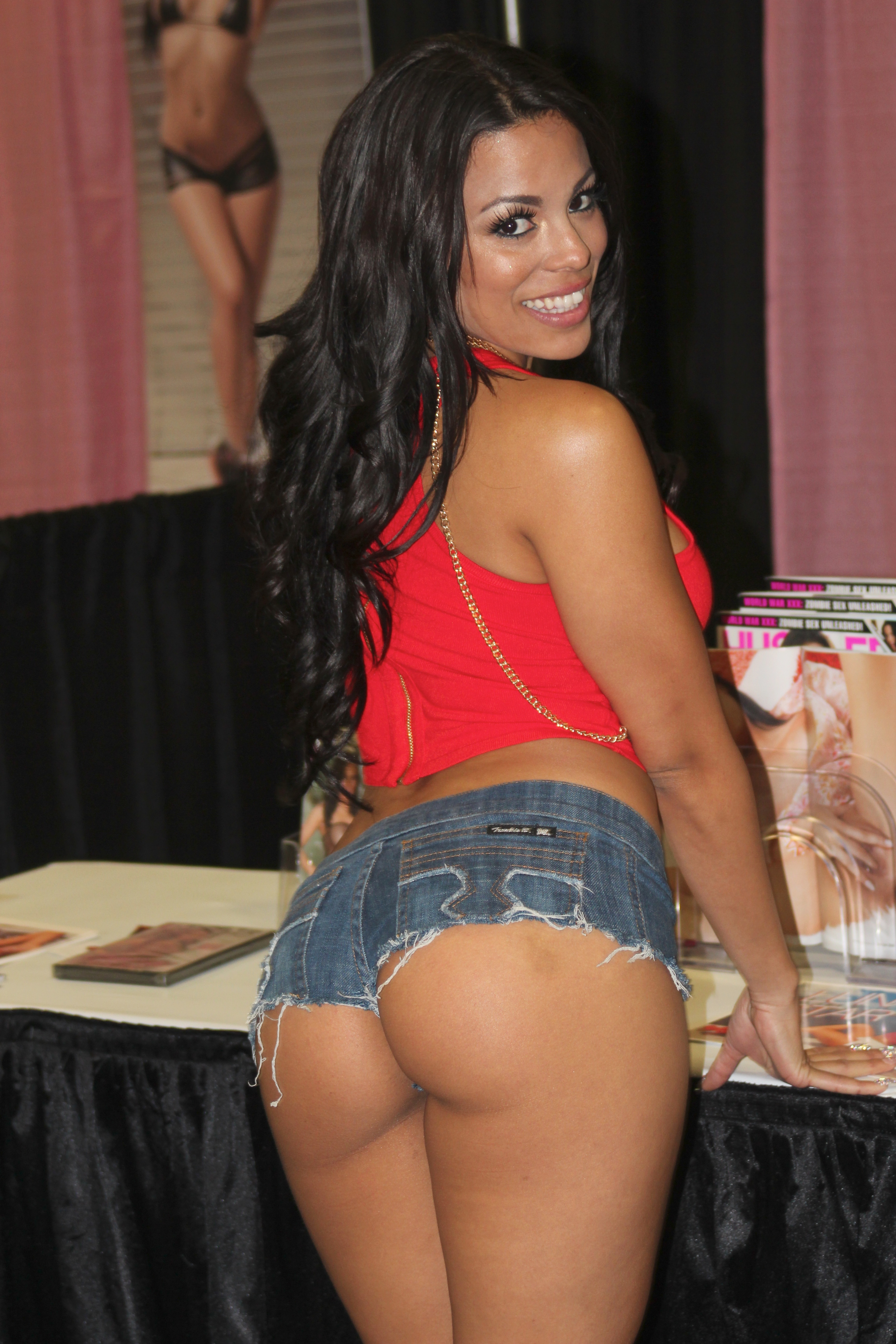